# Affing
Affing je obec v německé spolkové zemi Bavorsko, v zemském okrese Aichach-Friedberg. Leží deset kilometrů severovýchodně od Augsburgu v těsné blízkosti augsburského letiště.

## Geografie
Sousední obce: Augsburg, Rehling, Aindling, Hollenbach, Aichach, Obergriesbach a Friedberg.
Části obce: Affing, Iglbach, Anwalting, Aulzhausen, Bergen, Frechholzhausen, Gebenhofen, Haunswies, Katzenthal, Miedering, Mühlhausen a Pfaffenzell.
Obcí protéká Affingerský potok.

## Historie
Na území obce byly nalezeny stopy osídlení v prehistorickém a římském období. První písemná zmínka pochází z roku 1040 a v období před rokem 1800 byla majetkem hrabat z Leydenu. Správně spadala pod Bavorské kurfiřtství. V roce 1818 vznikla při reformě současná obec. V roce 1972 byla připojena obec Haunswies a v roce 1978 obce Anwalting, Aulzhausen, Gebenhofen a Mühlhausen.
Jednorožec na znaku obce je převzat z erbu rodu z Gravenreuthu.

## Památky
- zámek Affing obklopený zámeckým parkem
- zámek Iglhof z konce 17. století
- několik kostelů a kaplí (např. hřbitovní kaple)

## Vzdělávání
V obci jsou tři mateřské školky, základní škola, reálka a Volkshochschule Aichach-Friedberg.

## Partnerská města
- Łobez